# Wiener Wanderwege

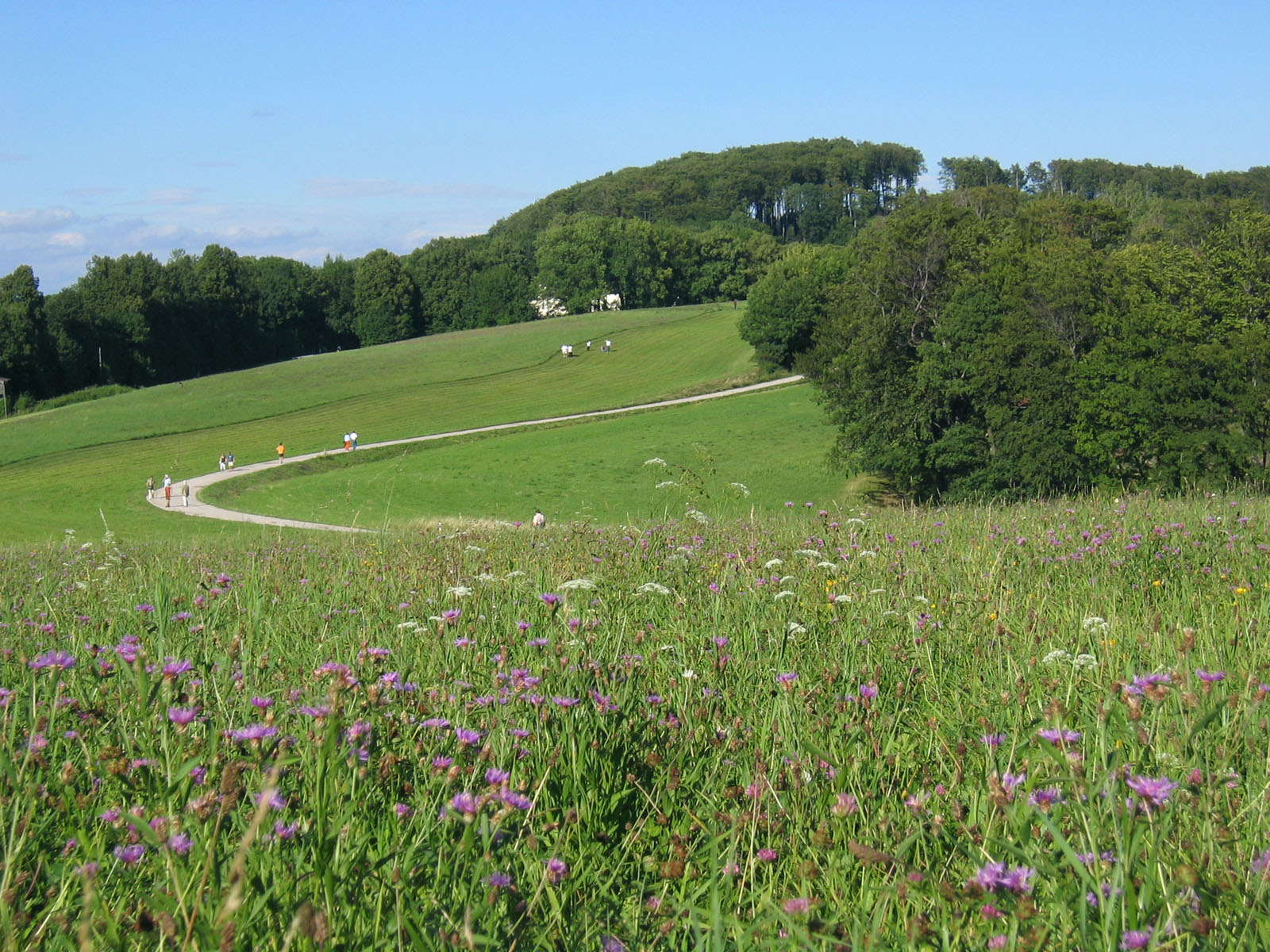
Die Sophienalpe am Stadtwanderweg 8

Die Wiener Wanderwege sind beschilderte Wanderwege in der österreichischen Bundeshauptstadt Wien. Sie werden vom Wiener Forstamt (Magistratsabteilung 49) verwaltet und sind mit öffentlichen Verkehrsmitteln gut erreichbar. An den einzelnen Routen befinden sich für gewöhnlich Gaststätten, Schutzhäuser und Heurige, sowie Stempelstellen, an denen Inhaber eines Wanderpasses sich diesen stempeln können.

## Stadtwanderwege

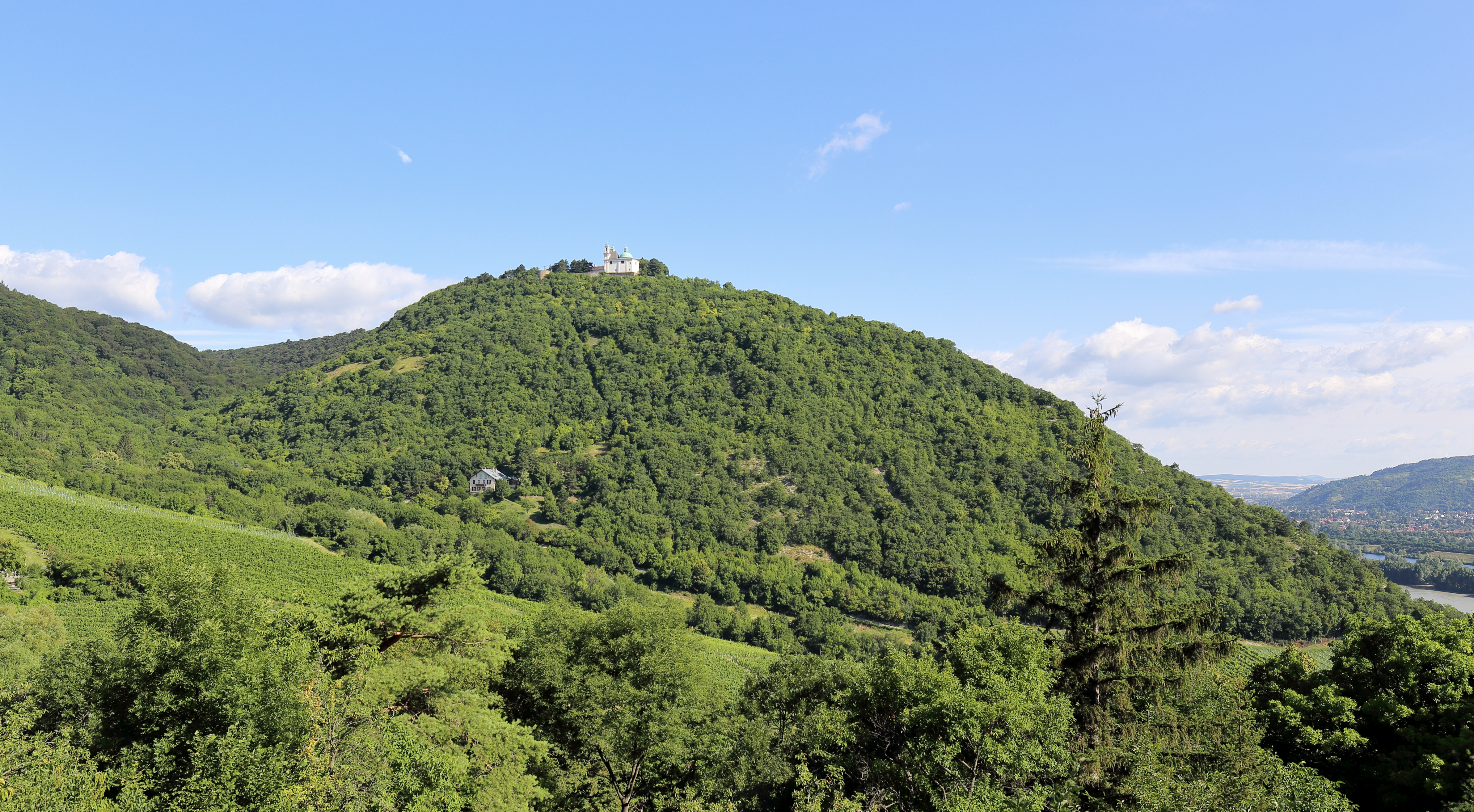
Der Leopoldsberg am Stadtwanderweg 1a

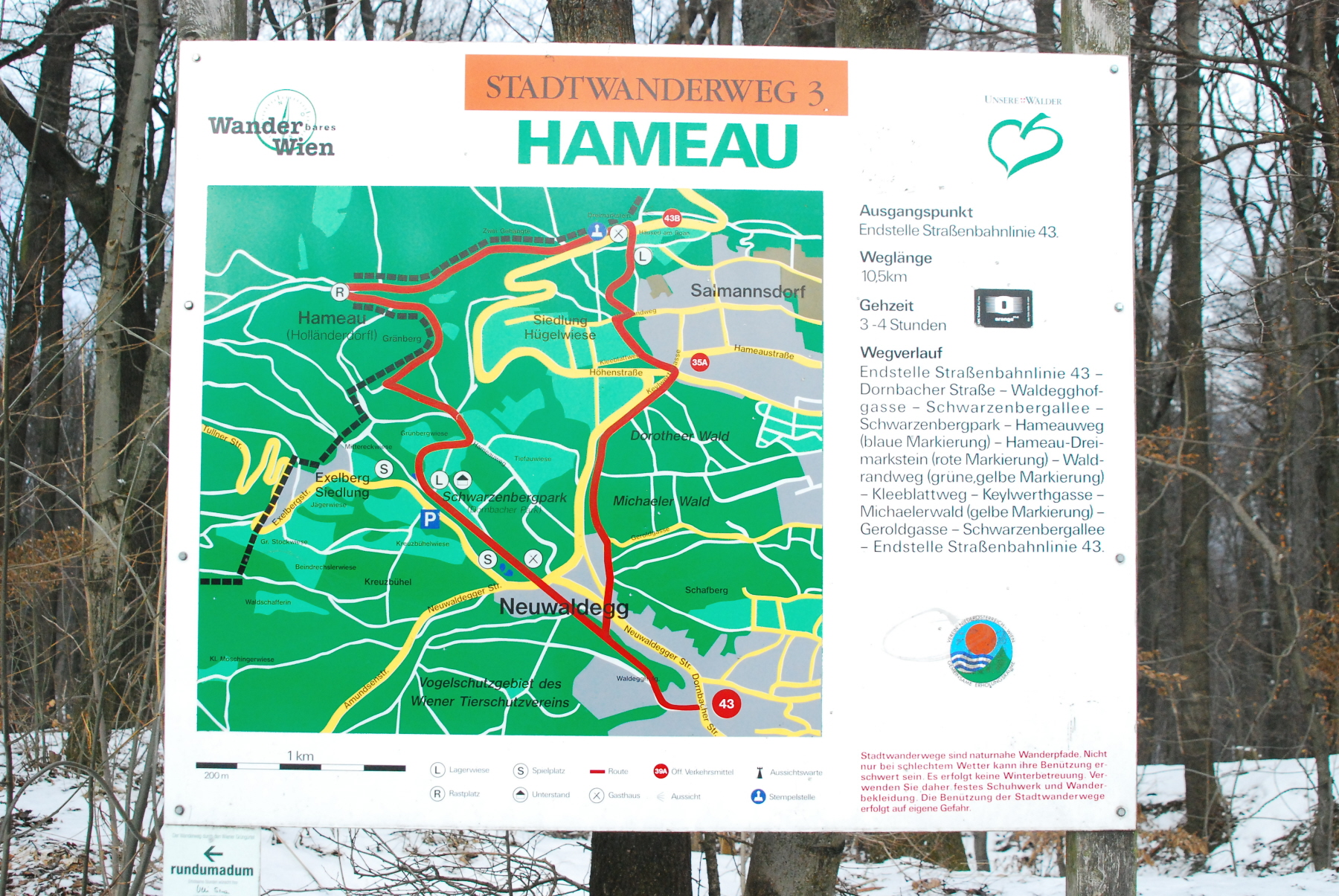
Informationstafel mit Streckenplan des Stadtwanderwegs 3 Hameau

Die vierzehn nummerierten Stadtwanderwege verlaufen in den Wiener Außenbezirken, mit Ausnahme der Routen #9 Durch den Prater und #11 Urbaner Gemeindebau-Wanderweg. Es handelt sich größtenteils um Rundkurse, die eine Länge von 7 bis 15 Kilometern und eine Gehzeit von etwa 2,5 bis 5 Stunden aufweisen. Die meisten dieser Wanderwege führen durch den Wienerwald im Westen von Wien. Entlang dieser Routen befinden sich einige bekannte Ausflugsziele, beispielsweise der Kahlenberg, Leopoldsberg, Hermannskogel und die Sophienalpe.
- Nr. 1: Nussdorf – Kahlenberg – Länge: 11 km – Gehzeit: circa 3,5 bis 4 Stunden
- Nr. 1a: Nussdorf – Leopoldsberg über Nasenweg – Länge: 11 km – Gehzeit: circa 3 bis 4 Stunden
- Nr. 2: Sievering – Hermannskogel – Länge: 10 km – Gehzeit: circa 3 bis 4 Stunden
- Nr. 3: Neuwaldegg – Hameau – Länge: 10,5 km – Gehzeit: circa 3 bis 4 Stunden
- Nr. 4: Hütteldorf – Jubiläumswarte – Länge: 7,2 km – Gehzeit: circa 2,5 bis 3 Stunden
- Nr. 4a: Ottakring – Gallitzinberg – Länge: 10 km – Gehzeit: circa 2,5 bis 3 Stunden
- Nr. 5: Stammersdorf – Bisamberg – Herrnholz – Länge: 10,3 km – Gehzeit: circa 3 bis 4 Stunden
- Nr. 6: Rodaun – Zugberg – Maurer Wald – Länge: 12,5 km – Gehzeit: circa 4 bis 4,5 Stunden
- Nr. 7: Rund um den Laaer Berg – Länge: 15 km – Gehzeit: circa 4 bis 5 Stunden
- Nr. 8: Hadersdorf-Weidlingau – Sophienalpe – Länge: 11 km – Gehzeit: circa 3 bis 4 Stunden
- Nr. 9: Durch den Prater – Länge: 13 km – Gehzeit: circa 3 bis 4 Stunden
- Nr. 10 (Franz-Karl Effenberg-Wanderweg): Breitenlee – Biotop des ehemaligen Breitenleer Bahnhofs – Länge: 7 km – Gehzeit: circa 1 Stunde 45 Minuten
- Nr. 11 (Urbaner Gemeindebau-Wanderweg): Margaretengürtel – Reumannplatz – Länge: 4 km – Gehzeit: circa 2 Stunden
- Nr. 12 Wienerberg, über Inzersdorf nach Vösendorf und wieder zurück[1] – Länge: 22,9 km – Gehzeit: 5 bis 6 Stunden

## Rundumadum

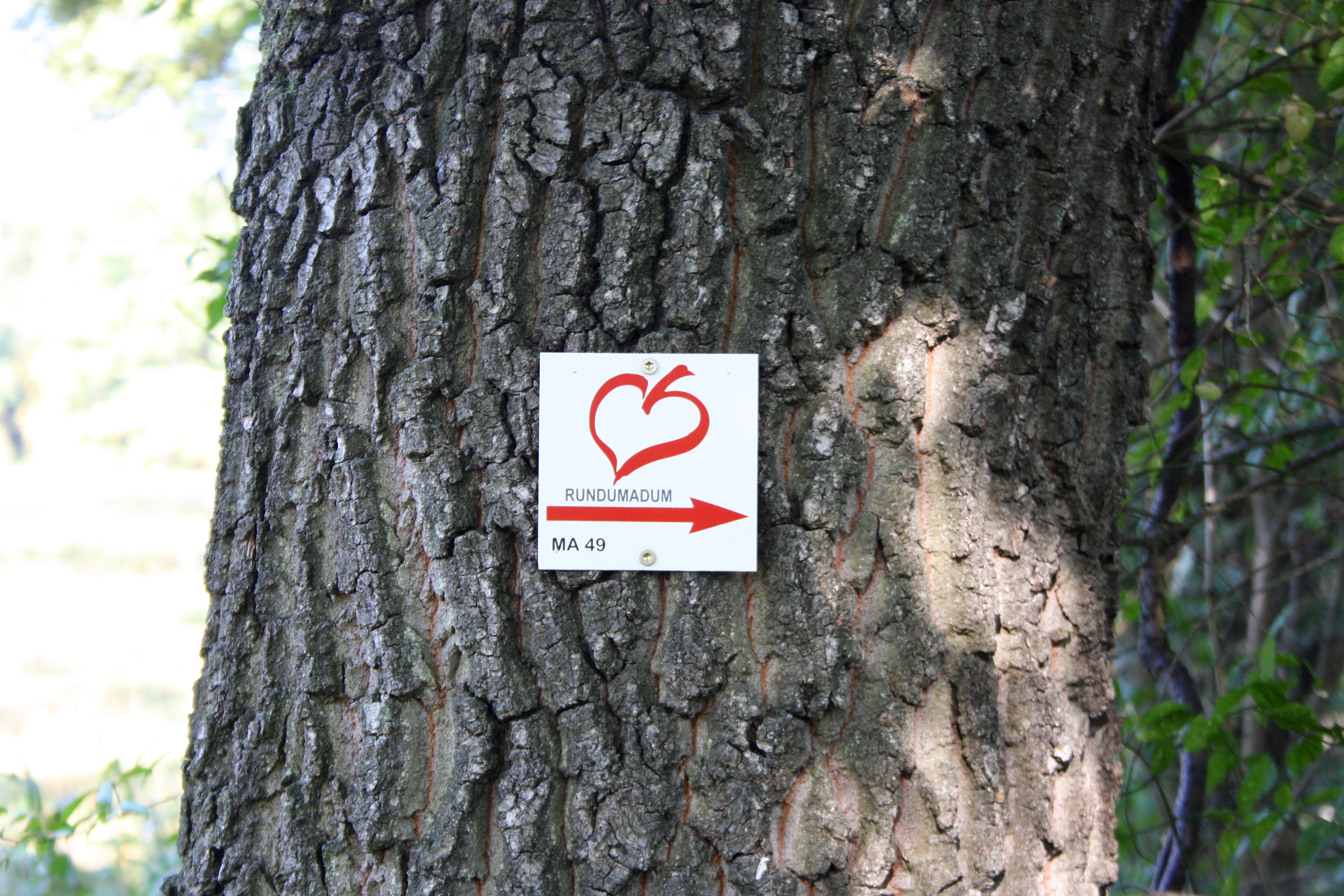
Kleines Symbol als Rundumadum-Wegweiser (2017)

Ferner gibt es den „Rundumadum“, einen Rundwanderweg um den Wiener Stadtrand in 24 Etappen, die insgesamt ca. 120 Kilometer ausmachen. Die einzelnen Etappen sind zwischen drei und zehn Kilometer lang, die Etappenendpunkte so geplant, dass sie mit dem öffentlichen Verkehr zu erreichen sind. An jedem Abschnitt befinden sich Stempelstellen.

## Weitere Wanderwege
Zu den weiteren Wanderwegen zählen vier Naturlehrpfade, die im Lainzer Tiergarten, in der oberen Lobau, in Kaiserbrunn (nicht in Wien, sondern in Reichenau an der Rax) sowie als „Schmetterlingspfad“ am Cobenzl verlaufen.
Der historische Lehrpfad „Napoleon-Rundwanderweg“ führt in die Lobau, wo sich 1809 Napoleons Hauptquartier befand, als er im Zuge der Schlacht bei Aspern eine Niederlage erlitt. Er führt an vier von sechs Napoleonsteinen vorbei, Obelisken aus dem mittleren 19. Jahrhundert, die an verschiedene Orte erinnern, die mit der Schlacht zusammenhängen. Ferner gibt es einen Panozzalacken-Rundweg in der Oberen Lobau sowie einen Rundweg in der Unteren Lobau.
Ein als Zwei-Tage-Wanderung konzipierter „Wasserleitungswanderweg“ verläuft in Niederösterreich entlang der Trasse der I. Wiener Hochquellenwasserleitung von Kaiserbrunn bis Gloggnitz bzw. von Bad Vöslau bis Mödling.
Quer durch Wien verläuft auch der Ostösterreichische Grenzlandweg 07 vom Nebelstein im Waldviertel bis nach Bad Radkersburg und am Kahlenberg nimmt der Voralpenweg 04 seinen Ausgang, auf welchem bis nach Salzburg gewandert werden kann.
Weiters besteht seit 2010 der Wienfluss-Weg für Fußgänger und Radfahrer zwischen Auhof und der Kennedybrücke.

## Ehemalige Wanderwege
Um das Jahr 2010 gab es in Wien noch zwei weitere Rundwanderwege, die teilweise auch über die Landesgrenze hinaus gingen sowie zwei Querwanderwege.
Die beiden Quer-durch-Wien-Wanderwege verliefen von Norden nach Süden bzw. von Westen nach Osten. Der 24 km lange Nord-Süd-Weg führte vom Kahlenbergerdorf nach Unterlaa, auch durch dicht verbautes innerstädtisches Gebiet. Der West-Ost-Weg begann in Neustift am Walde, verlief fast ausschließlich durch die Außenbezirke und endete in Essling.

## Pilgerwege
- Pilgerweg, die durch Wien führen:
  - Jakobsweg Wien
  - Jerusalemweg[4]